# Mistrovství Evropy v krasobruslení

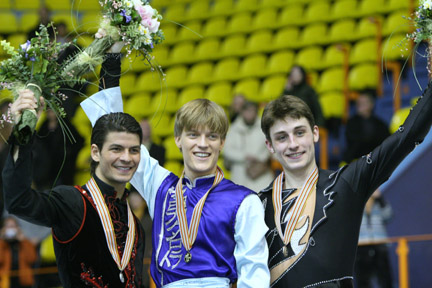
Mužští medailisté na ME 2008, kde zlatou medaili vyhrál Tomáš Verner

Mistrovství Evropy v krasobruslení je každoročně pořádaná soutěž o titul Mistra Evropy ve čtyřech kategoriích. Dvou z nich se účastní jednotlivci muži a ženy, dalších dvou páry – sportovní dvojice a taneční dvojice (tance na ledě). Šampionáty jsou pořádány Mezinárodní bruslařskou unií (ISU) a jedná se o nejstarší ze čtyř soutěží organizovaných touto unií (dalšími jsou mistrovství světa, mistrovství čtyř kontinentů a mistrovství světa juniorů). Soutěž se zpravidla koná v lednu. 

## Historie

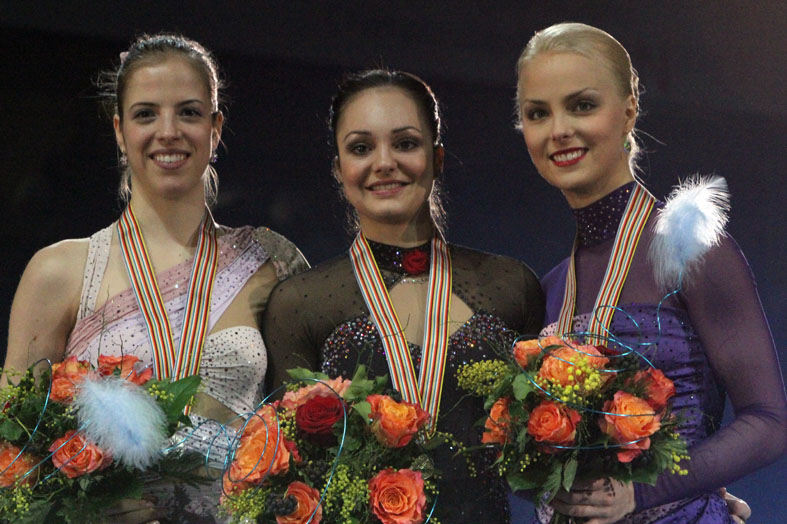
Medailistky ME 2011: Carolina Kostnerová • Sarah Meierová • Kiira Korpiová

Mistrovství Evropy v mužské kategorii se poprvé uskutečnilo roku 1891 v Hamburku. Ženská soutěž, stejně jako sportovní páry měly premiéru na šampionátu ve Vídni roku 1930, tance na ledě pak dokonce o dvacet čtyři let později v Bolzanu (1954). 
V roce 1891 se Bruslařské svazy Německa a Rakouska spojily v jeden spolek "Deutscher und Österrreichischer Eislaufverband", aby uskutečnily první Mistrovství Evropy v krasobruslení a rychlobruslení v Hamburku (Německé císařství), tedy ještě před vlastním založení Mezinárodní bruslařské unie (ISU). Ta byla ustavena až v roce 1892 na zasedání v nizozemském Scheveningenu, kde se rozhodlo o každoročním konání mistrovství Evropy. V roce 1895 byl přijat návrh pořádat namísto tohoto šampionátu mistrovství světa. Proto se další dva roky (1896-1987) evropská soutěž nekonala, až v roce 1898 došlo k jejímu obnovení. 
Do roku 1948 se šampionátu mohli účastnit všichni členové Mezinárodní bruslařské unie, tedy i neevropští závodníci. Po vítězství Kanaďanky Barbary Ann Scottové a Američana Dicka Buttona téhož roku bylo rozhodnuto, že napříště se mistrovství mohou účastnit jen bruslaři z evropských států. Mistrovství Severní Ameriky v krasobruslení pak existovalo do roku 1971 jen v seniorské kategorii. V roce 1999 ISU začala pořádat Mistrovství čtyř kontinentů v krasobruslení jako náhradu za neexistující mistrovství zbylých kontinentů. Startují na něm neevropští bruslaři.

## Kvalifikační kritéria
Krasobruslaři se kvalifikují na ME na základě příslušnosti k evropskému členství Bruslařské unie. Národní svaz podává standardně jednu přihlášku v každé disciplíně. Maximálně mohou v každé z nich startovat tři závodníci. Právo obsadit druhé či třetí místo země obdrží na základě zisku bodů z předešlého mistrovství. Čím jsou krasobruslaři úspěšnější, tím obdrží více bodů, které jsou dány součtem umístění (pokud jsou v soutěži tři zástupci, pak se sčítají dvě nejlepší umístění). Body nelze převádět do další sezóny, takže země musí soupeřit o druhé a třetí závodnické místo každý rok. Pokud má země v soutěži jediného bruslaře, pak pro zisk druhého člena na dalším šampionátu je třeba, aby se umístil do desátého místa nebo do druhého místa, aby země získala právo na třetího účastníka. Jestliže má země v soutěži dva zástupce, pak součet umístění obou bruslařů musí být 13 či nižší (např. 6.+7.), aby měla země právo na tři soutěžící a součet 28 či nižší (např. 10.+18.), aby měla právo na dva soutěžící. Pokud je součet umístění vyšší než 28, pak v příštím roce bude zemi zastupovat jediný krasobruslař.
Existují výjimky, pokud je soutěžící donucen odstoupit ze soutěže v průběhu závodu ze zdravotních důvodů nebo pro technické problémy výbavy. 
Nominační kritéria národních svazů jsou odlišná. Některé státy preferují volbu na základě umístění závodníků v nominačních soutěžích (např. národním mistrovství), jiné toto nezohledňují. 
Krasobruslař musí dosáhnout patnácti let věku k 1. červenci předešlého roku, než v jakém se mistrovství koná.

## Právo na více závodníků na ME 2016
Následující země mají právo nasadit na Mistrovství Evropy 2016 více než jednoho krasobruslaře v dané disciplíně, na základě dosažených bodových výsledků z předešlého ročníku soutěže. 
| Počet | Muži                                          | Ženy                            | Sportovní páry                              | Taneční páry                       |
| ----- | --------------------------------------------- | ------------------------------- | ------------------------------------------- | ---------------------------------- |
| 3     | Rusko                                         | Rusko Švédsko                   | Rusko Itálie                                | Francie Itálie Rusko               |
| 2     | Česko Španělsko Francie Německo Izrael Itálie | Francie Německo Lotyšsko Itálie | Rakousko Francie Spojené království Německo | Dánsko Španělsko Německo Slovensko |

## Přehled šampionátů
| Mistrovství Evropy v krasobruslení | Mistrovství Evropy v krasobruslení | Mistrovství Evropy v krasobruslení |
| ---------------------------------- | ---------------------------------- | ---------------------------------- |
| Pořadí                             | Rok                                | Hostitel                           |
| 1.                                 | ME 1891                            | Hamburg                            |
| 2.                                 | ME 1892                            | Vídeň                              |
| 3.                                 | ME 1893                            | Berlín                             |
| 4.                                 | ME 1894                            | Vídeň                              |
| 5.                                 | ME 1895                            | Budapešť                           |
| 6.                                 | ME 1898                            | Trondheim                          |
| 7.                                 | ME 1899                            | Davos                              |
| 8.                                 | ME 1900                            | Berlín                             |
| 9.                                 | ME 1901                            | Vídeň                              |
| 10.                                | ME 1904                            | Davos                              |
| 11.                                | ME 1905                            | Bonn                               |
| 12.                                | ME 1906                            | Davos                              |
| 13.                                | ME 1907                            | Berlín                             |
| 14.                                | ME 1908                            | Varšava                            |
| 15.                                | ME 1909                            | Budapešť                           |
| 16.                                | ME 1910                            | Berlín                             |
| 17.                                | ME 1911                            | Petrohrad                          |
| 18.                                | ME 1912                            | Stockholm                          |
| 19.                                | ME 1913                            | Oslo                               |
| 20.                                | ME 1914                            | Vídeň                              |
| 21.                                | ME 1922                            | Davos                              |
| 22.                                | ME 1923                            | Oslo                               |
| 23.                                | ME 1924                            | Davos                              |
| 24.                                | ME 1925                            | Triberg im Schwarzwald             |
| 25.                                | ME 1926                            | Davos                              |
| 26.                                | ME 1927                            | Vídeň                              |
| 27.                                | ME 1928                            | Opava                              |
| 28.                                | ME 1929                            | Davos                              |
| 29.                                | ME 1930                            | Vídeň                              |
| 30.                                | ME 1931                            | Svatý Mořic                        |
| 31.                                | ME 1932                            | Paříž                              |
| 32.                                | ME 1933                            | Londýn                             |
| 33.                                | ME 1934                            | Praha, Seefeld in Tirol            |
| 34.                                | ME 1935                            | Svatý Mořic                        |
| 35.                                | ME 1936                            | Berlín                             |
| 36.                                | ME 1937                            | Praha                              |
| 37.                                | ME 1938                            | Svatý Mořic                        |
| 38.                                | ME 1939                            | Londýn                             |
| 38.                                | ME 1947                            | Davos                              |
| 40.                                | ME 1948                            | Praha                              |
| 41.                                | ME 1949                            | Milán                              |
| 42.                                | ME 1950                            | Oslo                               |
| 43.                                | ME 1951                            | Curych                             |
| 44.                                | ME 1952                            | Vídeň                              |
| 45.                                | ME 1953                            | Dortmund                           |
| 46.                                | ME 1954                            | Bolzano                            |
| 47.                                | ME 1955                            | Budapešť                           |
| 48.                                | ME 1956                            | Paříž                              |
| 49.                                | ME 1957                            | Vídeň                              |
| 50.                                | ME 1958                            | Bratislava                         |
| 51.                                | ME 1959                            | Davos                              |
| 52.                                | ME 1960                            | Garmisch-Partenkirchen             |
| 53.                                | ME 1961                            | Západní Berlín                     |
| 54.                                | ME 1962                            | Ženeva                             |
| 55.                                | ME 1963                            | Budapešť                           |
| 56.                                | ME 1964                            | Grenoble                           |
| 57.                                | ME 1965                            | Moskva                             |
| 58.                                | ME 1966                            | Bratislava                         |
| 59.                                | ME 1967                            | Lublaň                             |
| 60.                                | ME 1968                            | Västerås                           |
| 61.                                | ME 1969                            | Garmisch-Partenkirchen             |
| 62.                                | ME 1970                            | Leningrad                          |
| 63.                                | ME 1971                            | Curych                             |
| 64.                                | ME 1972                            | Göteborg                           |
| 65.                                | ME 1973                            | Kolín nad Rýnem                    |
| 66.                                | ME 1974                            | Záhřeb                             |
| 67.                                | ME 1975                            | Kodaň                              |
| 68.                                | ME 1976                            | Ženeva                             |
| 69.                                | ME 1977                            | Helsinky                           |
| 70.                                | ME 1978                            | Štrasburk                          |
| 71.                                | ME 1979                            | Záhřeb                             |
| 72.                                | ME 1980                            | Göteborg                           |
| 73.                                | ME 1981                            | Innsbruck                          |
| 74.                                | ME 1982                            | Göteborg                           |
| 75.                                | ME 1983                            | Lyon                               |
| 76.                                | ME 1984                            | Dortmund                           |
| 77.                                | ME 1985                            | Göteborg                           |
| 78.                                | ME 1986                            | Kodaň                              |
| 79.                                | ME 1987                            | Sarajevo                           |
| 80.                                | ME 1988                            | Praha                              |
| 81.                                | ME 1989                            | Birmingham                         |
| 82.                                | ME 1990                            | Leningrad                          |
| 83.                                | ME 1991                            | Sofie                              |
| 84.                                | ME 1992                            | Lausanne                           |
| 85.                                | ME 1993                            | Helsinky                           |
| 86.                                | ME 1994                            | Kodaň                              |
| 87.                                | ME 1995                            | Dortmund                           |
| 88.                                | ME 1996                            | Sofie                              |
| 89.                                | ME 1997                            | Paříž                              |
| 90.                                | ME 1998                            | Milán                              |
| 91.                                | ME 1999                            | Praha                              |
| 92.                                | ME 2000                            | Vídeň                              |
| 93.                                | ME 2001                            | Bratislava                         |
| 94.                                | ME 2002                            | Lausanne                           |
| 95.                                | ME 2003                            | Malmö                              |
| 96.                                | ME 2004                            | Budapešť                           |
| 97.                                | ME 2005                            | Turín                              |
| 98.                                | ME 2006                            | Lyon                               |
| 99.                                | ME 2007                            | Varšava                            |
| 100.                               | ME 2008                            | Záhřeb                             |
| 101.                               | ME 2009                            | Helsinky                           |
| 102.                               | ME 2010                            | Tallinn                            |
| 103.                               | ME 2011                            | Bern                               |
| 104.                               | ME 2012                            | Sheffield                          |
| 105.                               | ME 2013                            | Záhřeb                             |
| 106.                               | ME 2014                            | Budapešť                           |
| 107.                               | ME 2015                            | Stockholm                          |
| 108.                               | ME 2016                            | Bratislava                         |
| 109.                               | ME 2017                            | Ostrava                            |
| 110.                               | ME 2018                            | Moskva                             |
| 111.                               | ME 2019                            | Minsk                              |
| 112.                               | ME 2020                            | Štýrský Hradec                     |
| -                                  | ME 2021                            | Záhřeb                             |
| 113.                               | ME 2022                            | Tallinn                            |
| 114.                               | ME 2023                            | Espoo                              |
| 115.                               | ME 2024                            | Kaunas                             |
| 116.                               | ME 2025                            | Tallinn                            |
| 117.                               | ME 2026                            | Sheffield                          |